# Cantone di Seilhac
Il Cantone di Seilhac era una divisione amministrativa dell'arrondissement di Tulle.
A seguito della riforma approvata con decreto del 24 febbraio 2014, che ha avuto attuazione dopo le elezioni dipartimentali del 2015, è stato soppresso.

## Composizione
Comprendeva i comuni di:
- Beaumont
- Chamboulive
- Chanteix
- Lagraulière
- Pierrefitte
- Saint-Clément
- Saint-Jal
- Saint-Salvadour
- Seilhac